# Mario Pergolini
Mario Daniel Pergolini (Rojas, 3 de Julho de 1964) é um radialista, jornalista, produtor e empresário argentino, conhecido por ter sido apresentador principal do programa de televisão Caiga Quien Caiga (CQC) transmitido pela Telefe da Argentina, é inclusive, o criador desta linha de programa CQC e outros da produtora Cuatro Cabezas criada em 1993, da qual foi dono junto com o ex-sócio Diego Guebel até 2008, quando a vendeu para o grupo neerlandês Eyeworks. São feitas diversas versões ao redor do mundo do programa CQC, que é a ideia de mais sucesso de Mario, há versões no Brasil, Espanha e Chile por exemplo. Fez também diversos outros programas para televisão e rádio, que é sua maior paixão. Atualmente está apresentando seu programa de rádio ¿Cuál es?, e é o que faz há 18 anos, de segunda à sexta, das 09 às 13 horas. É casado com Dolores, psicóloga e é pai de Tomás, Matías e Valentina. 